# Columbia (visoravan)
Visoravan Columbia je geološka i zemljopisna regija koja se prostire preko dijelova američkih država Washington, Oregon i Idaho. To je široka poplavna bazaltna visoravan između Kaskadskog gorja i Stjenjaka, koju presijeca rijeka Columbia.

## Geologija
Tijekom kasnog miocena i ranog pliocena, poplavni bazalt progutao je oko 160,000 km² pacifičkog sjeverozapada, tvoreći veliku magmatsku provinciju. Tijekom razdoblja od možda 10 do 15 milijuna godina, tokovi lave su se izlijevali jedni za drugima, akumulirajući se u konačnici do debljine veće od 1,8 km. Kako je rastaljena stijena izlazila na površinu, Zemljina kora postupno je tonula u prostor koji je ostavila lava koja se dizala. Bazaltna grupa rijeke Columbia sastoji se od sedam formacija: bazalt Steens, bazalt Imnaha, bazalt Grande Ronde, bazalt Picture Gorge, bazalt Prineville, bazalt Wanapum i bazalt Saddle Mountains. Mnoge od tih formacija dalje su podijeljene na formalne i neformalne članove i tokove.
Slijeganje kore stvorilo je veliki, blago udubljeni plato lave. Lava koja je napredovala sa sjeverozapada natjerala je drevnu rijeku Columbia u svoj sadašnji tok. Dok je lava tekla preko tog područja, prvo je ispunila doline potoka, formirajući brane koje su zatim uzrokovale bazene ili jezera. Nalazi u ovim jezerskim koritima uključuju otiske fosila lišća, okamenjeno drvo, fosile kukaca i kosti kralježnjaka.
Dokazi sugeriraju na neki koncentrirani izvor topline koji otapa stijene ispod provincije Columbia Plateau u podnožju litosfere (sloj kore i gornji plašt koji oblikuje pokretne tektonske ploče Zemlje). U nastojanju da otkriju zašto je ovo područje, daleko od granice ploča, imalo tako golemo izlijevanje lave, znanstvenici su utvrdili datume stvrdnjavanja za mnoge pojedinačne tokove lave. Otkrili su da su najmlađe vulkanske stijene bile grupirane u blizini visoravni Yellowstone i da što su išli zapadnije, lava je bila starija.
Iako znanstvenici još uvijek prikupljaju dokaze, vjerojatno objašnjenje je da se žarište, ekstremno vrući oblak dubokog materijala plašta, uzdiže na površinu ispod provincije Columbia Plateau. Ispod Havaja i Islanda razvija se temperaturna nestabilnost (iz još nerazjašnjenih razloga) na granici između jezgre i plašta. Koncentrirana toplina pokreće oblak promjera stotina kilometara koji se penje izravno do površine Zemlje.
Žarište počinje na zapadu i penje se do Nacionalnog parka Yellowstone. Dimne fumarole i eksplozivni gejziri dovoljni su dokazi koncentracije topline ispod površine. Žarište je nepomično, ali sjevernoamerička ploča se kreće preko nje, stvarajući izvrsnu mjeru brzine i smjera kretanja ploče.

## Flora
Dio visoravni Columbia povezan je s ekoregijom visoravni Columbia, dijelom ekoregije "Nearktički umjereni i suptropski travnjaci, savane i grmlje" bioma umjerenih travnjaka, savana i šikare.

## Geografija
Gradovi savezne države Washington na visoravni Columbia uključuju:
 
- Colfax
- Davenport
- Ellensburg
- Reardan
- Kennewick
- Moses Lake
- Pasco
- Pullman
- Richland
- Spokane
- Walla Walla
- Yakima
- Goldendale
- Deer Park
- Othello
- Warden
- Lind

Gradovi savezne države Oregon na visoravni Columbia uključuju:
 
- Hermiston
- Hood River
- Pendleton
- The Dalles
- Milton-Freewater

Gradovi savezne države Idaho na visoravni Columbia uključuju:
- Coeur d'Alene
- Lewiston
- Moscow

## Vanjske poveznice
- Stranica USGS-a na visoravni Columbia  Arhivirana inačica izvorne stranice od 4. prosinca 2013. (Wayback Machine)
- Geologija nacionalnog rekreacijskog područja Lake Roosevelt (izvor većeg dijela ove stranice)
- Vodič kroz digitalne dokumente i fotografije o području rijeke Columbia.
- Arhiv etničke povijesti sliva rijeke Columbia